# Maxsandro Barbosa de Oliveira
Maxsandro Barbosa de Oliveira (nacido el 3 de agosto de 1972) es un exfutbolista brasileño que se desempeñaba como defensa.
Jugó para clubes como el Paysandu, Rio Branco, Ceará, Portuguesa, Botafogo, Juventude, Coritiba, Consadole Sapporo, Náutico, Santo André y Juventus.

## Trayectoria

### Clubes
| Club              | País   | Año         |
| ----------------- | ------ | ----------- |
| Americano         | Brasil | 1993 - 1995 |
| Paysandu          | Brasil | 1996        |
| União São João    | Brasil | 1997        |
| Rio Branco        | Brasil | 1998        |
| Ceará             | Brasil | 1998        |
| Portuguesa        | Brasil | 1999        |
| Botafogo          | Brasil | 2000        |
| Juventude         | Brasil | 2000        |
| Coritiba          | Brasil | 2001        |
| Consadole Sapporo | Japón  | 2002        |
| Náutico           | Brasil | 2002        |
| Avaí              | Brasil | 2003        |
| Rio Branco        | Brasil | 2004        |
| Santo André       | Brasil | 2005        |
| Juventus          | Brasil | 2006        |